# Drehorgelspieler

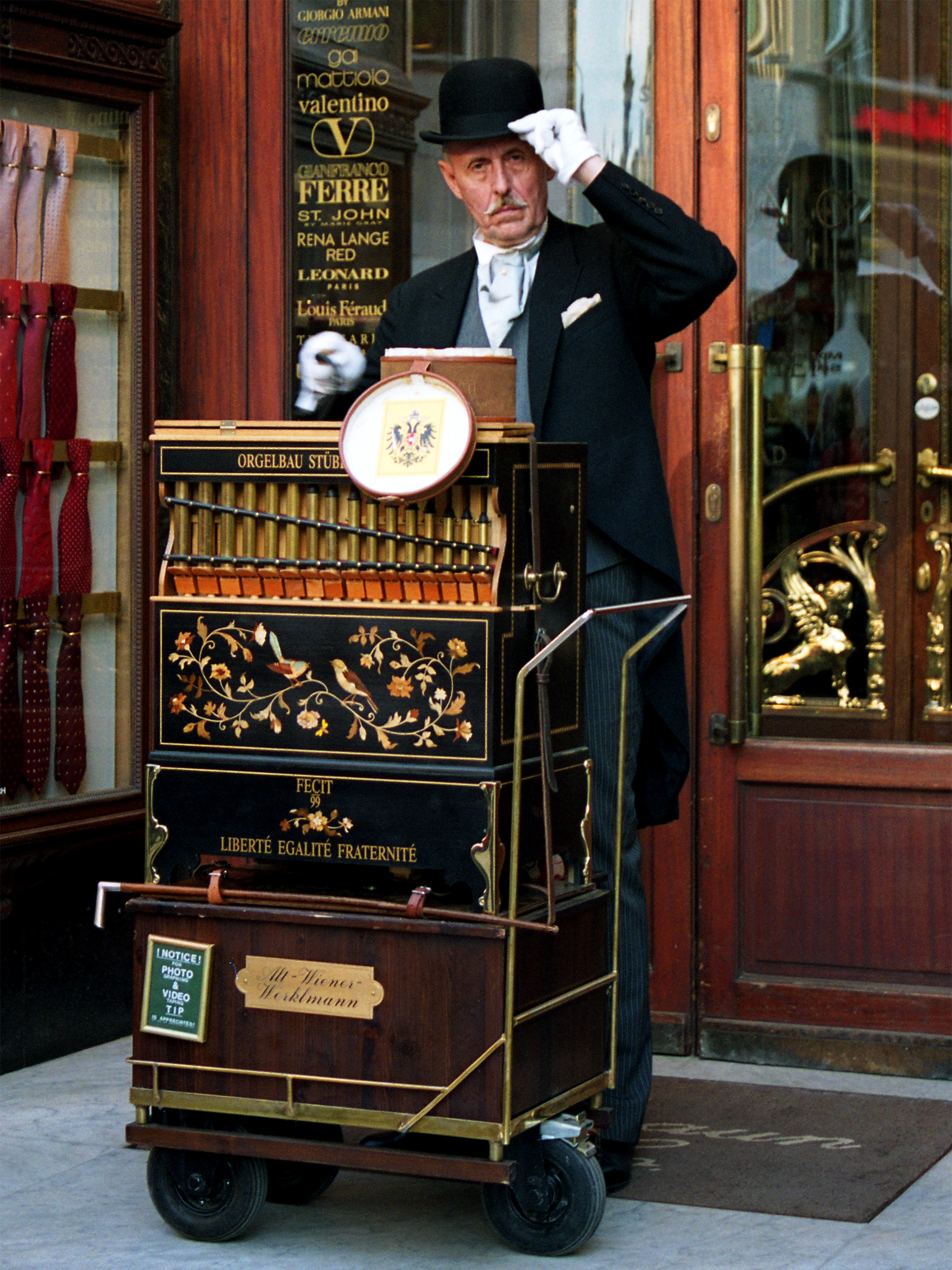
Ein „Werkelmann“ in Wien mit Drehorgel im Berliner Stil

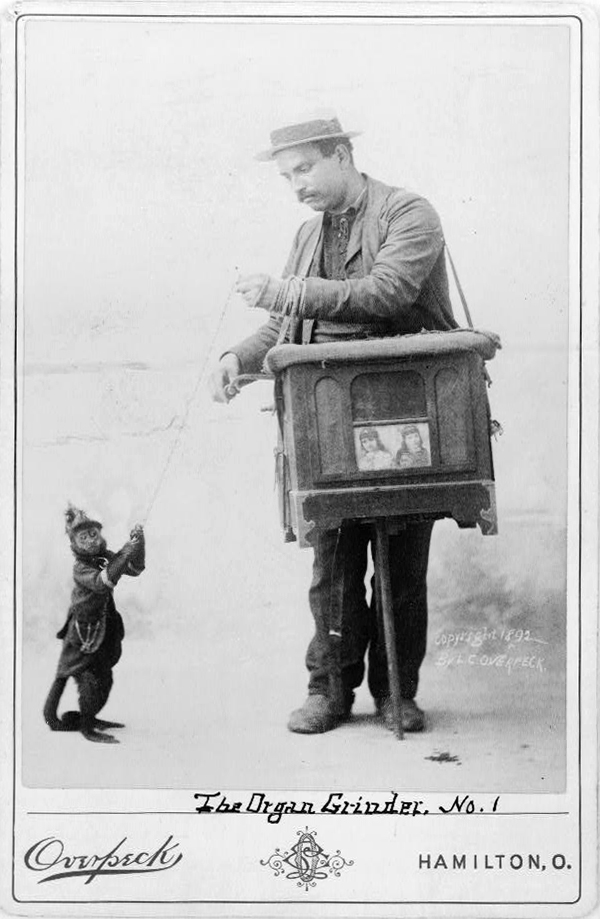
Ein Leierkastenmann mit Äffchen, 1892

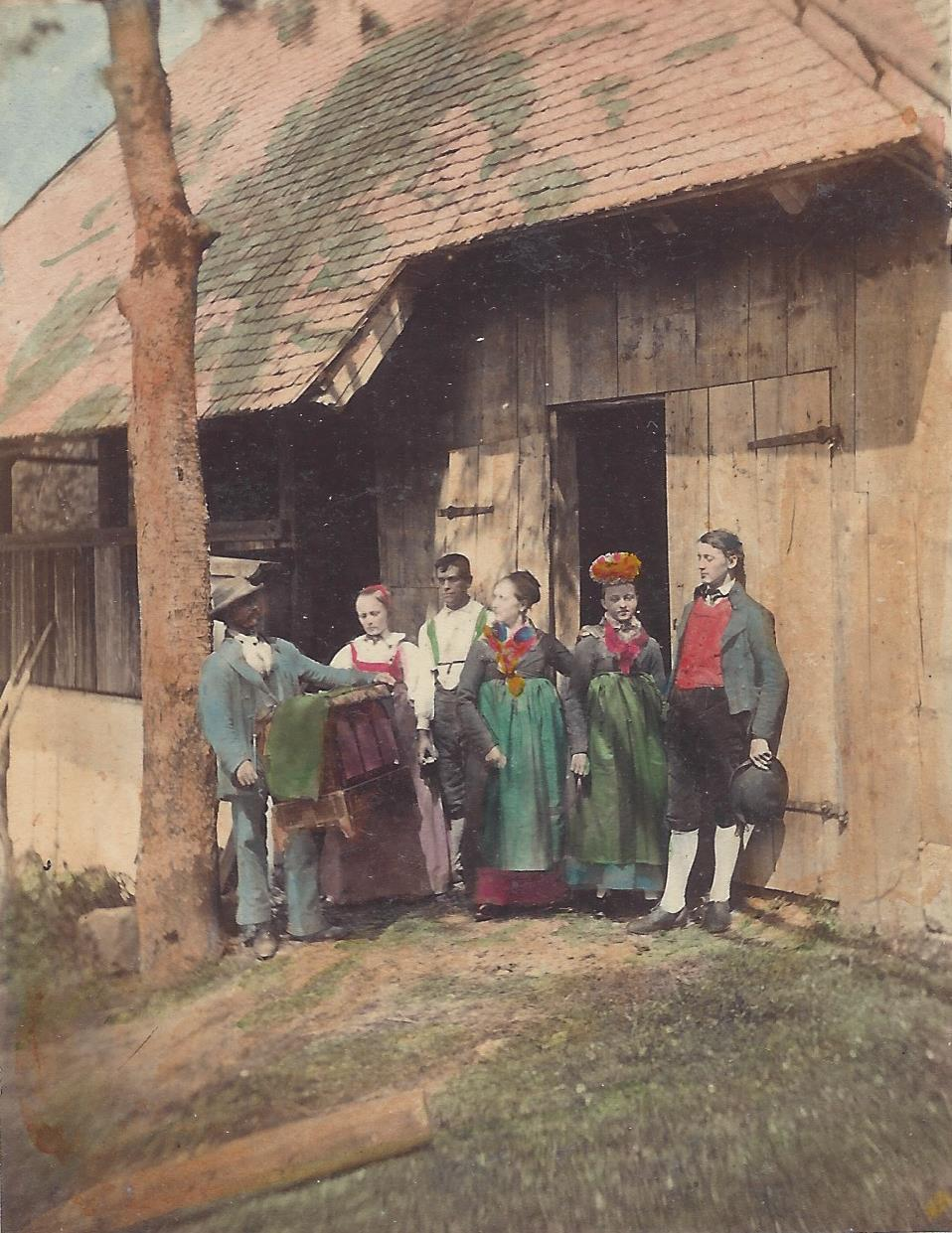
Ludovico Wolfgang Hart: Drehorgelspieler und Zuhörer im Schwarzwald, 1864

Ein Drehorgelspieler oder einer volkstümlichen norddeutschen Bezeichnung folgend Leierkastenmann, österreichisch auch Werkelmann, ist der Spieler einer Drehorgel.

## Drehorgelspiel als Broterwerb
Drehorgeln wurden in Europa von Straßenmusikern und Gauklern, aber auch von Bänkel- und Moritatensängern nachweislich seit Beginn des 18. Jahrhunderts als Instrument benutzt. Eine Blütezeit erlebte die Drehorgel als Bettelinstrument in der zweiten Hälfte des 18. Jahrhunderts. Es diente dem staatlich unterstützten Broterwerb: Kaiserin Maria Theresia soll die erste gewesen sein, die Kriegsinvaliden nach dem Siebenjährigen Krieg Lizenzen erteilte, um „mit einer Drehorgel Erwerb zu suchen“. Im Jahr 1838 gab es in Wien etwa 800 dieser sogenannten Werkelmänner (Werkel = kleines Orgelwerk).
Preußen machte es später den Österreichern nach. Mit der Einführung der Gewerbefreiheit wurden Drehorgelspieler ab 1810 als Gewerbetreibende eingestuft und Bewilligungen erteilt. Sehr viele Leierkastenmänner hatten keine eigene Drehorgel, sondern mieteten das relativ teure Instrument bei Herstellern oder Verleihern zu einem festen Tagessatz. In Berlin galten außerdem bestimmte ordnungspolizeiliche Regeln, und manchmal mussten Eignungsprüfungen abgelegt werden.
In der zweiten Hälfte des 19. Jahrhunderts vergrößerte sich die Zahl der Drehorgelspieler stetig. Berlin entwickelte sich in dieser Zeit zu einer der Hochburgen des Drehorgelbaus in Deutschland, und bis zu 3000 Drehorgelspieler zogen durch die Straßen und Hinterhöfe der Stadt. Wenn der Leierkastenmann auf dem Hinterhof mit seiner Drehorgelmusik angefangen hatte, öffneten etliche Bewohner ihre Fenster, um Musik und Gesang besser hören zu können. Am Ende des Vortrags wurden oftmals sorgfältig in Papier eingewickelte Groschen (10-Pfennig-Münzen) auf den Hof geworfen.
In Tourismusgebieten wie der Sächsisch-Böhmischen Schweiz waren Plätze, wo Leierkastenmänner ihr Spiel darbieten konnten, aufgrund der großen Konkurrenz häufig sehr umkämpft. In Berichten vom Anfang des 20. Jahrhunderts wird von einer „Plage“ berichtet, so z. B. am Fremdenweg und am Prebischtor.
Bis in die 1920er Jahre blieb der Leierkastenmann ein gewohnter Anblick im Straßenbild der Großstädte, nicht zuletzt wegen der schwierigen Lebensverhältnisse in der Nachkriegszeit. Die Moritat von Mackie Messer „Und der Haifisch, der hat Zähne“ aus Bertolt Brechts Dreigroschenoper bildete dies 1928 auf der Bühne ab. In den 1930er Jahren verschwanden die Drehorgeln nach und nach aus dem Straßenbild. Der zunehmende Straßenlärm übertönte den Klang der Instrumente, und in den Wohnungen übernahmen Radio und Schallplatte die musikalische Unterhaltung. In Wien war das Drehorgelspiel in der Zeit des Großdeutschen Reiches ganz verboten. Auch später wurden keine neuen Lizenzen mehr erteilt, die letzte stammt aus dem Jahr 1930. Der Niedergang der industriellen Herstellung von mechanischen Musikautomaten war nicht mehr aufzuhalten. Nach dem Zweiten Weltkrieg zogen für ein paar Jahre wieder Drehorgelspieler wie zum Beispiel Elsa Oehmigen (Mudder Ömchen) mit ihren herübergeretteten Leierkästen über die Hinterhöfe.
In Hamburg gehörten die Leierkastenmänner noch bis Mitte der 1960er Jahre zum alltäglichen Stadtbild.

## Musik des Drehorgelspielers
Drehorgelspieler mussten natürlich in allen Zeiten eine Musik bieten, die dem Zuhörer das Geben so leicht wie möglich machte. Der Erfolg beim breiten Publikum bestimmte das Repertoire, das sich der Drehorgler auf seine Walze schlagen ließ. Er musste immer die neuesten Stücke parat haben; Lieder oder Tänze wurden nach Bedarf hinzugefügt oder ausgewechselt. Welche Musik auf Straßen und Höfen wirklich ertönte, lässt sich nur schwer nachvollziehen; die zur Stiftwalze gehörenden Repertoirezettel und ein paar Bemerkungen in der Literatur sind fast das Einzige, was übrig geblieben ist.
Früh machte sich die zunehmende Popularität der Oper in der Drehorgelmusik bemerkbar. In einer Zeitschrift Der Jüngling berichtet 1775 ein Musikfreund über seine sonderbare Freude, „wenn er Arien von Hasse, die in den Opern einen großen Eindruck gemacht, auf den Straßen habe singen hören, so sehr sie auch verstellet worden sind“. 50 Jahre später bemerkte ein Musikwissenschaftler, dass die Drehorgelspieler über die Ouvertüre zur Oper La caravane du Caire („Die Karawane von Kairo“) einen unauflöslichen Vertrag geschlossen zu haben scheinen, und es sei ein Glück für sie, dass Gretry sie komponiert habe. Wir winden dir den Jungfernkranz aus dem in Berlin uraufgeführten Freischütz von Carl Maria von Weber scheint das meistgespielte Stück auf den Drehorgeln gewesen zu sein, etwa hundert Jahre lang. In der heutigen Zeit gibt es Stimmen, die behaupten, dass nicht die Mailänder Scala, sondern die italienischen Drehorgeln die Kunst Giuseppe Verdis wirklich verbreitet hätten.
Ansonsten war in der Drehorgelmusik vom Rührseligen bis zum zweideutigen Gassenhauer alles vertreten. „Hohe“ Kunst, etwa aus der Oper, wurde dabei in einer eher simplen Form dargeboten. Alles in allem bestand die verständliche Absicht, verschiedenste Geschmacksrichtungen zu bedienen und unterschiedlichen Lebenslagen Rechnung zu tragen. Es bildete sich eine Art Repertoiremodell heraus, das zumindest bis zum Ersten Weltkrieg galt. Opern, Operetten oder Singspiele lieferten unterhaltende Erfolgsstücke, es konnten aber auch Bänkel- oder andere bekannte Lieder sein. Für einen Choral und einen Marsch war auf der Walze ebenfalls fast immer Platz.

## Leierkastenmann in Kunst und Kultur

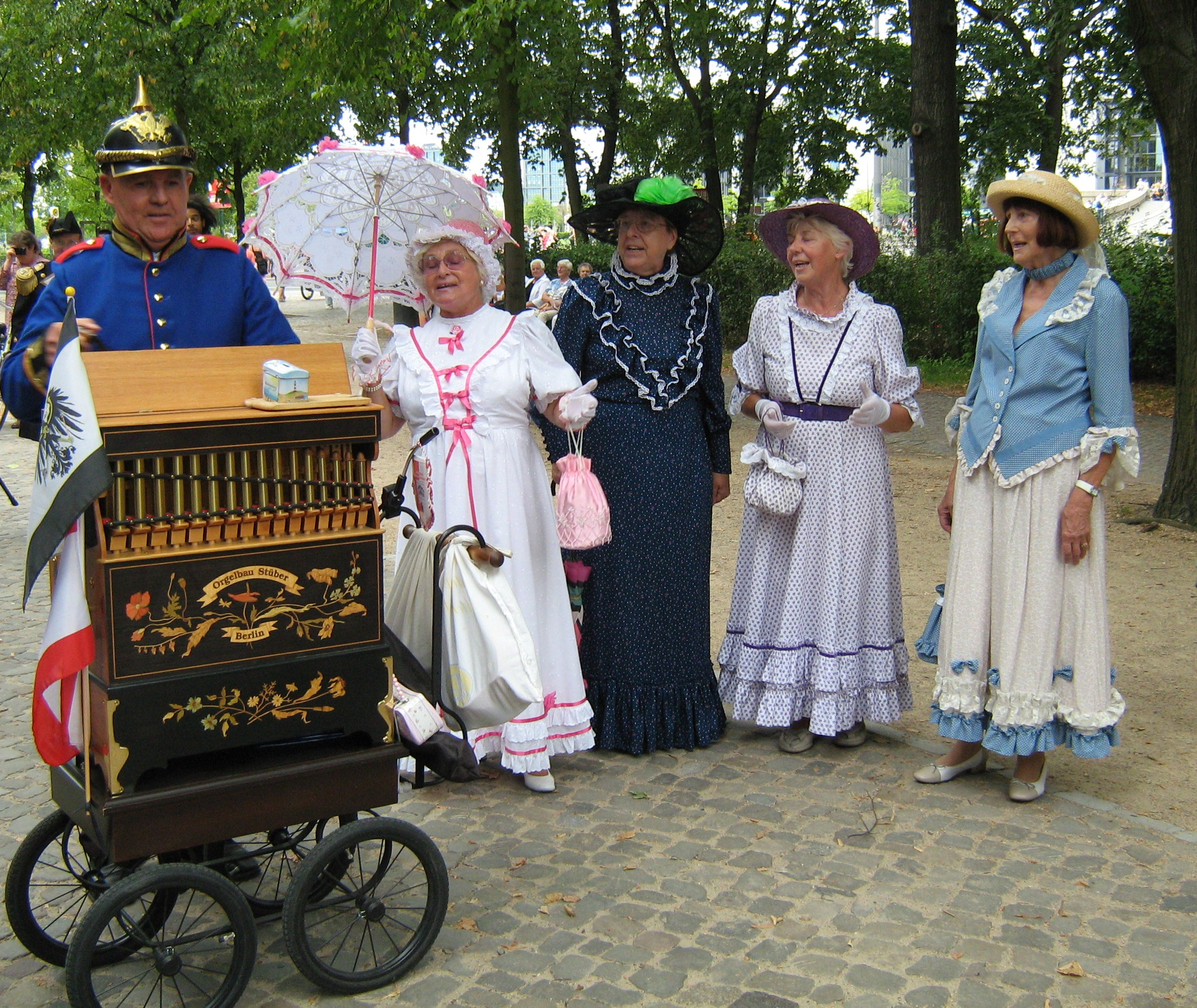
Die Kaiserliche Zeit (Historie 2009)

Die Malerei, der Darstellung von Musikanten und deren Instrumente sonst nicht abgeneigt, konnte dem Drehorgelmann und seinem meist schmucklosen Kasten wenig abgewinnen. Am ehesten war es noch die Serinette, die im Rahmen von Genredarstellungen in Gemälden auftauchte. Auch die anspruchslose Kleidung des Leierkastenmannes und das Milieu waren nicht gerade malerisch. Dennoch nahmen sich Künstler im 18. und im 19. Jahrhundert in vielen Kupferstichen und Holzschnitten, oft als Teil von Serien, dieses Sujets an. Allerdings stand dabei oft das Bohémienhafte der Figur und damit die Unterhaltung des Betrachters im Vordergrund.
Auch von den Dichtern wurde der Leiermann gelegentlich nur als Geselle gesehen, der fröhlich in den Tag hinein lebt. Realistischer ist da schon die frühe Widmung an den Leiermann (gemeint ist hier der Drehleiermann), die sich in den Gedichten Wilhelm Müllers findet, berühmt durch Franz Schuberts Vertonung in dem Liederzyklus Winterreise:
Drüben hinterm Dorfe steht ein Leiermann

Und mit starren Fingern dreht er, was er kann.

Barfuß auf dem Eise wankt er hin und her

Und sein kleiner Teller bleibt ihm immer leer.

Keiner mag ihn hören, keiner sieht ihn an,

Und die Hunde knurren um den alten Mann.

Und er läßt es gehen alles, wie es will,

Dreht und seine Leier steht ihm nimmer still.

Wunderlicher Alter, soll ich mit dir geh’n?

Willst zu meinen Liedern deine Leier dreh’n?
Auf die Seite der Zuhörer schlug sich der Sänger Bully Buhlan 1951 mit seinem Erfolgsschlager: Lieber Leierkastenmann, fang noch mal von vorne an, eine alte Melodie …. Ähnlich wurde es schon 100 Jahre früher auf einer Zeichnung von Chr. Reimers im Düsseldorfer Monatsheft ausgedrückt: Dat klingt scheun! … dat Lied bidden laht mi noch mal hören … dreih mal wedder torück.
1953 gab es einen viertelstündigen Film namens „Lieber Leierkastenmann“ in den Kino-Wochenschauen. 1959 drehte der Regisseur Peter Lilienthal seinen ersten Film „Im Handumdrehen verdient“ über einen Berliner Leierkastenmann.
Ein „Denkmal“ für den Leierkastenmann schuf der Bildhauer Gerhard Thieme 1987 mit seiner Bronzeplastik, die im Biergarten des Cafés Reinhardt im Berliner Nikolaiviertel steht. Zünftig in Frack und Zylinder, auf den Rücken eine Pauke mit Schlagbecken geschnallt, dreht der Mann seinen Leierkasten, auf dem ein Äffchen sitzt.

## Drehorgelspiel in heutiger Zeit

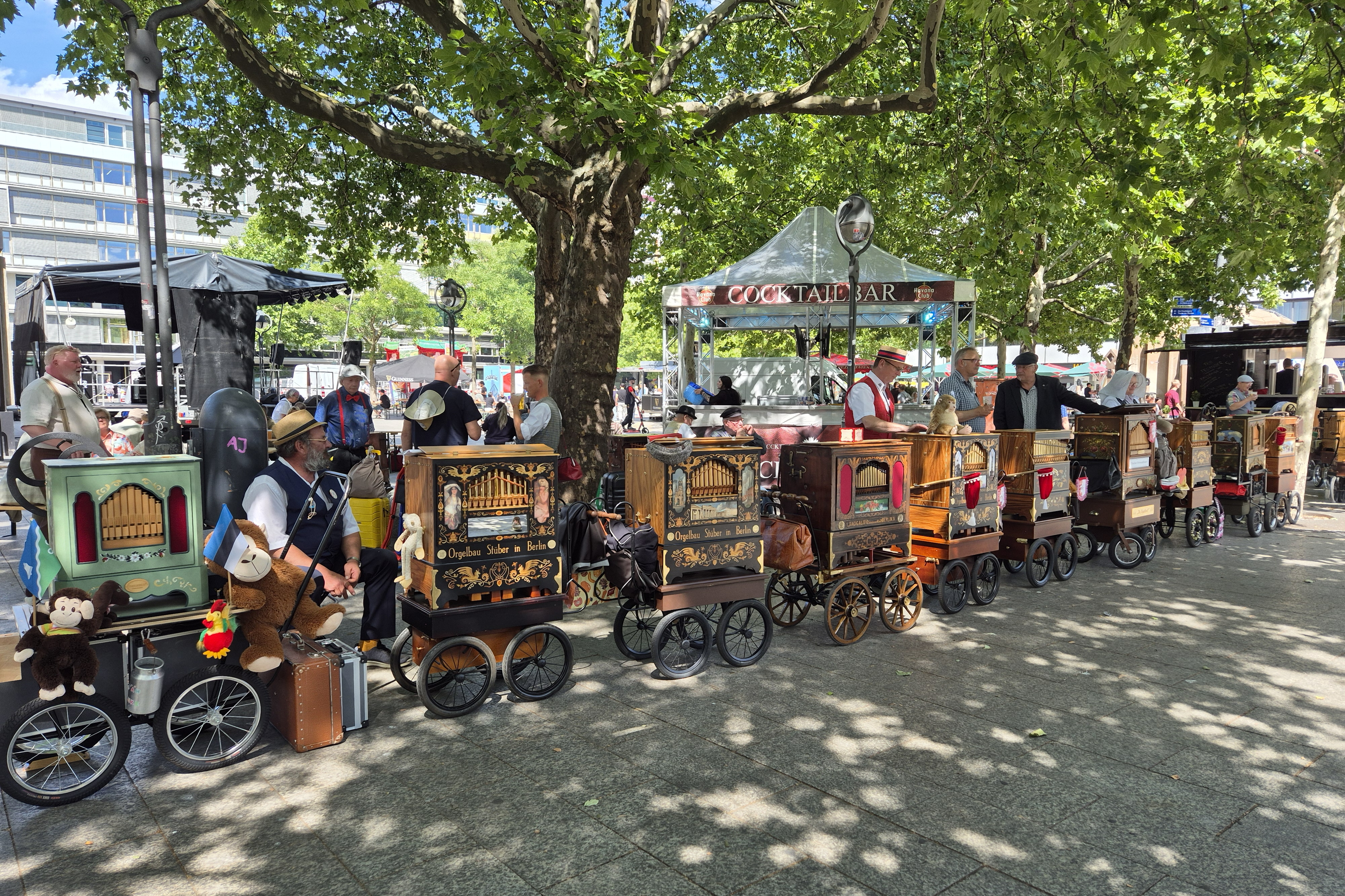
44. Internationales Drehorgelfest in Berlin auf dem Breitscheidplatz

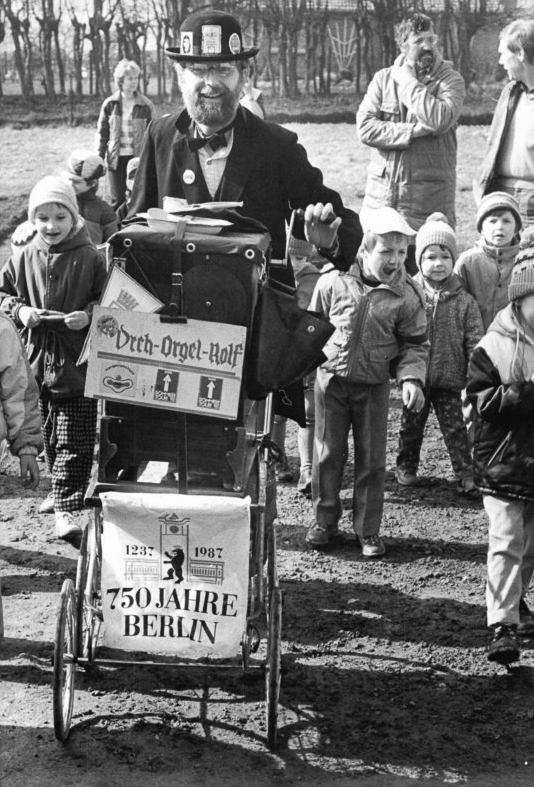
Ein „Leier-
kastenmann“ in der DDR während der 750-Jahr-Feier von Berlin (1987)

In heutiger Zeit geht es den Besitzern alter Drehorgeln nicht mehr um den Broterwerb. Es sind fast ausnahmslos Liebhaber und Sammler, denen es Freude bereitet, ihr Sammlerobjekt der Öffentlichkeit vorzuführen oder für einen guten Zweck einzusetzen. Dazu gesellen sich die Besitzer moderner Instrumente mit den unterschiedlichsten Steuerungssystemen. Viele haben sich in Vereinen zusammengeschlossen, pflegen das historische Kulturgut, führen Ausstellungen durch und organisieren Drehorgelfeste. Leierkastenmann und Moritatensänger sind als Publikumsattraktion zu bestimmten Anlässen wieder auf Straßen und Plätze vieler Städte zurückgekehrt, meist aber nur zu besonderen Anlässen, da heute Straßenmusik oft streng reglementiert und an verschiedene Auflagen geknüpft ist.
Jährlich treffen sich in Berlin Drehorgelspieler aus aller Welt zum „Internationalen Drehorgelfest“. Das 44. Internationale Drehorgelfest fand 2025 aus Sicherheitsgründen zum ersten Mal ohne den traditionellen Orgelumzug auf dem Kurfürstendammam statt.

### Drehorgelspieler
- August Desenz
- Hermann Hergarten